# صفاریان
صَفّاریان (۸۶۱ میلادی – ۱۰۰۳ میلادی) دودمانی ایرانی‌تبار و مسلمان بودند که بر گستره‌ای شامل بخش‌هایی از ایران، تاجیکستان، پاکستان، افغانستان، ازبکستان و ترکمنستان کنونی فرمانروایی می‌کردند. صفاریان نسب خود را به ساسانیان و از طریق آن به پادشاهان کیانی و پیشدادی می‌رساندند، علاوه بر صفاریان خاندان‌های دیگری مثل سامانیان و آل بویه نیز نسب خود را به شاهان قدیم ایران می‌رساندند. به‌عقیدهٔ باستانی پاریزی علت این انتساب‌ها، اعتقاد به فرّ ایزدی پادشاهان قدیم ایران بود. در زمان صفاریان زبان فارسی زبان رسمی شد و تا حدودی از مرگ تدریجی آن جلوگیری شد. به‌طوری‌که یعقوب لیث دستور داده بود که در کاخ او تنها به زبان فارسی سخن گفته شود و سخن گفتن به زبان عربی دارای مجازات بود، همچنین یعقوب لیث از شاعران بسیاری حمایت می‌کرد.
یعقوب لیث صفاری مردی عیار و جوانمرد اهل سیستان بود و به دلیل محبوبیتی که میان مردم آنجا به خاطر جنگ با خوارج به‌دست‌آورده بود، توانست قدرت را به دست گیرد و به حکومت برسد. یعقوب لیث بعد از تشکیل حکومت خود، ابتدا به کرمان و شیراز حمله کرد و آن نواحی را تسخیر نمود، سپس به خراسان رفت و آنجا را فتح کرد و حکومت طاهریان را نابود ساخت. وی سپس به طبرستان رفت، ولی در جنگ با علویان طبرستان شکست خورد و عقب‌نشینی کرد. یعقوب لیث صفاری همیشه آرزو داشت روزی حکومت بنی عباس را سرنگون کند، به همین جهت با لشکری فراوان خوزستان را تسخیر کرد و به سوی بغداد حرکت نمود، اما در جنگ با خلیفه شکست خورد و به شدت زخمی شد. در اواخر عمر، دوباره با لشکر خود خوزستان را تسخیر کرد و قصد داشت دوباره با خلیفه جنگ کند، اما در همین زمان به‌طور ناگهانی بیمار شد و کمی بعد از دنیا رفت. تمامی مورخان در این که یعقوب لیث مردی بسیار شجاع و دلاور و باهوش و سیاستمدار بوده است، اتفاق‌نظر دارند. بعد از مرگ او، برادرش عمرو لیث فرمانروای سیستان شد. عمرو لیث هم چون برادر مردی بسیار شجاع بود، با این حال در ابتدای حکومت با خلیفه بیعت کرد. پس از چند سال عمرو لیث حکومت خراسان را از خلیفهٔ عباسی طلب کرد. خلیفه گفت که اگر عمرو در جنگ با امیر اسماعیل سامانی حاکم خراسان پیروز شود، حکومت خراسان به دست او خواهد بود. اما عمرو لیث در جنگ با امیر اسماعیل سامانی شکست خورده و اسیر شد و سرانجام در نزد خلیفهٔ بغداد به قتل رسید.

## تاریخ
صفاریان (۱۰۰۳ → ۸۶۱)

### یعقوب لیث

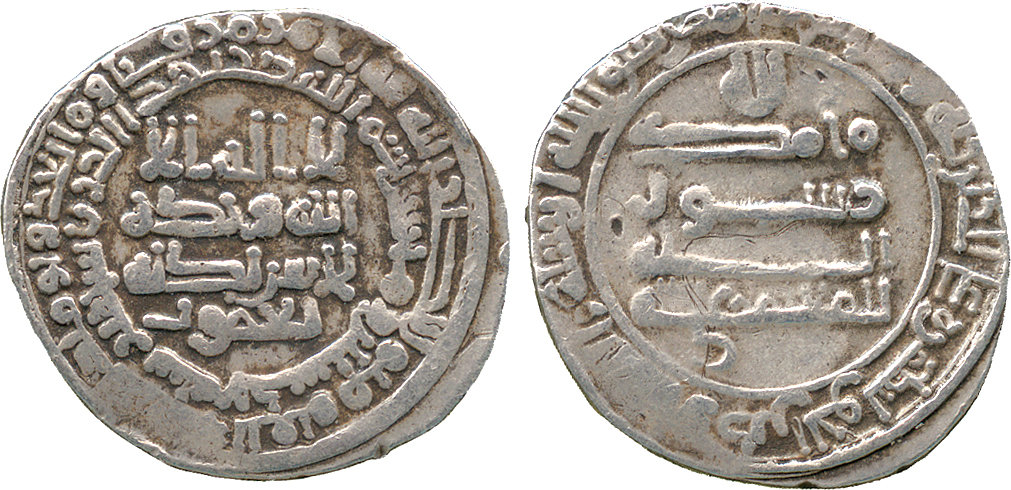
درهم نقره‌ای یعقوب لیث، ۳٫۰۷ گرم، بنجیر، ۲۶۱ هجری

یعقوب در سال ۲۵۹ با حیله و بدون جنگ بر نیشابور دست یافت. او در خراسان تجهیزات نظامی طاهریان را تصاحب نمود و جمعی از نظامیان و مردم خراسان را به سپاه خویش ملحق ساخت. یعقوب در این زمان در اوج قدرت به سر می‌برد. او پیش از تصرف نیشابور طی نامه‌ای به محمد بن طاهر اعلام کرده بود که به دستور خلیفه، قصد تصرف سرکوبی حسن بن زید را دارد. حال بعد از تصرف در خراسان، با امکانات بهتر می‌توانست این مقصود را به انجام برساند. یعقوب در مسیر حرکت خود به سوی طبرستان، گرگان را تصرف کرد. پیش از ورود او به طبرستان، بعضی از امرای محلی که با داعی کبیر دشمنی داشتند به او پیوستند. یعقوب مقاومت‌های داعی کبیر و مردم را درهم شکسته تا آمل پیشروی کرد. داعی کبیر از مردم خواست تا با تشکیل دسته‌های نظامی کوچک، به شیوه پارتیزانی، سپاهیان یعقوب را از پا درآورند، یعقوب نیز متقابلاً بر مردم سخت گرفت: «تا ولایت چنان شد که از طعام و لباس هیچ با خلق نماند».

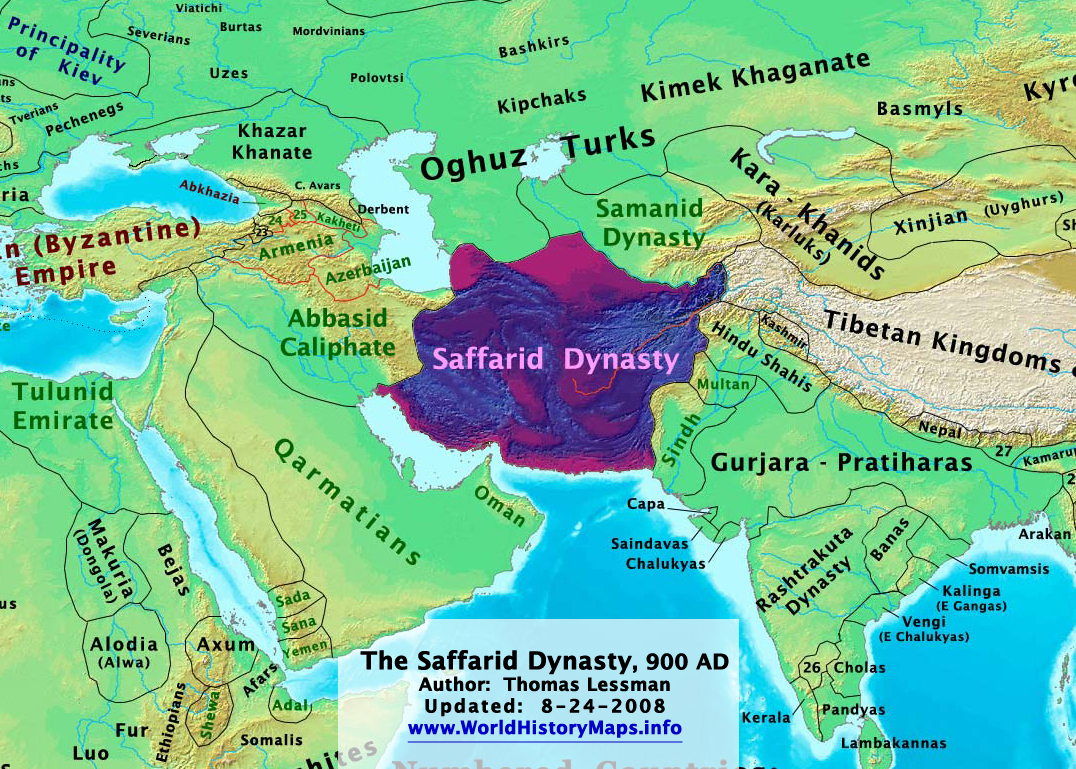
قلمرو پادشاهان صفاری در کنار محدوده سامانیان در سده ۹ میلادی

مردم به مقر افرادی که یعقوب به فرمانروایی بر شهرها می‌گماشت، می‌تاختند و به این طریق فرصت استقرار یافتن نیروهای صفاری را از ایشان سلب می‌کردند. یعقوب در تلاش برای دستیابی بر داعی کبیر وارد ارتفاعات منطقه نیز شدند و در حالی که بر پشت یاران خویش حمل می‌گردید، از فراز کوه‌ها پایین آمد و چون باقی ماندن در منطقه را به ضرر خویش ارزیابی کرد، ناگزیر در محرم ۲۶۱ هجری به سوی گرگان بازگشت. یعقوب در این حمله دچار صدمات بسیاری گشت، ولی توانست خسارت جبران‌ناپذیری بر علویان وارد آورد.

### فروپاشی صفاریان
نویسنده کتاب تاریخ سیستان، به صورت غیرمستقیم به نقش ترک‌ها در فروپاشی سلسله صفاری اشاره دارد:
و چون بر منبر اسلام به نام ترکان خطبه زدند، ابتداء محنت سیستان آن‌روز بود و سیستان را هنوز هیچ آسیبی نرسیده بود تا این وقت.

## منبع‌شناسی

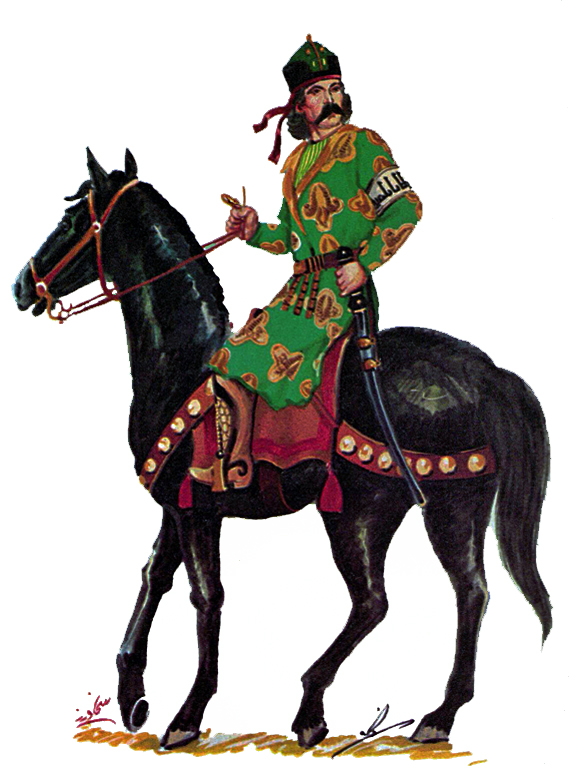
سواره نظام صفاری

نولدکه در بررسی طراز اول «یعقوب و دودمانش» یادآور می‌شود که منابع مربوط به خاستگاه و اوایل زندگی یعقوب و عمرو پر از تناقض‌گویی و دشواری است. بررسی‌های بارتولد دربارهٔ منابع تاریخ صفاری، وی را بدانجا کشانید که منابع را به دو گروه تقسیم کند. گروه نخست منابع «غربی» بودند و شامل کسانی بودند که معاصر یعقوب و عمرو در سرزمین‌های مغرب سیستان و خراسان بودند. به گفته بارتولد، روایت غربی به دلیل معاصر بودن با رویدادهای مشرق، در ضبط تاریخ رویدادها دقیقتر است، اما چون مؤلف آن در جایی زندگی می‌کرده که با محل وقوع رویدادها فاصله زیادی داشته، آگاهی‌هایی که دربارهٔ اوضاع سیاسی و جغرافیایی مشرق به‌دست می‌دهد، خواه ناخواه ناقص و مخدوش‌اند. از جمله تاریخ‌نگاران این گروه یکی یعقوبی است، اما هم بارتولد و هم پیش از او آگوست مولر گفته‌اند که اگر چه یعقوبی حدود ۲۶۰ ق/ ۸۷۴ م از مشرق سرزمین‌های خلافت به مرکز آن رفت، با اینهمه اطلاعاتی که از آنجا آورد بسیار اندک است، اما این اطلاعات اندک را در جای دیگر نمی‌توان به‌دست‌آورد، مگر پاره‌ای جزئیات تازه دربارهٔ سفرهای جنگی یعقوب به کرمان و فارس. همین امر در مورد طبری که در گزارش دادن این رویدادها به نقل دیده‌های خود می‌پردازد نیز صادق است. ابن خلکان مقاله زندگی‌نامه‌ای بلندی را که در کار او استثنائی است به یعقوب اختصاص می‌دهد و مطالب آن را از چندین منبع مختلف گرفته است. ابوالحسین عبیدالله عضو خاندان طاهری بود و بنابراین گویا دربارهٔ رویدادهای مشرق که برای خاندان او بسیار مصیبت‌بار بوده‌اند، آگاهی‌هایی فراوان داشته است. از جمله منابع ابن خلکان نیز مهم‌ترین منابع غربی، یعنی ابوعبیدالله محمد بن ازهر اخباری است که وی نیز آگاهی‌های خود دربارهٔ تاریخ‌نگار معروف علی بن محمد، معروف به «ابن بسام» بود.
منابعی که به گروه «شرقی» تعلق دارند برخلاف فی المثل یعقوبی هم‌روزگار اوایل دوره صفاری نیستند، اما در دوره جانشینان صفاریان در خراسان، یعنی سامانیان زندگی می‌کردند. در نتیجه، در به‌دست دادن تاریخ دقیق رویدادها دقت کمتری دارند، اما در عوض به ذکر جزئیاتی می‌پردازند که در جای دیگر به‌دست نمی‌آید. گذشته از این دو منبعی که از آن‌ها سخن رفته، ابن خلکان از منبع دیگری به نام سلامی یاد می‌کند که اطلاعات او گه‌گاه با آگاهی‌هایی که منابع دیگر به‌دست می‌دهند همخوانی ندارد؛ و ابن اثیر نیز در تألیف خود هم از کتاب ابن ازهر بهره می‌گیرد و هم از نوشته‌های سلامی. گردیز، مورخ غزنوی نیز از تاریخ ولایت‌های خراسان اسلامی که غالباً از آن نقل‌قول می‌شود، اما خود اثر از میان رفته، استفاده کرده است. ابوعلی حسین بن احمد سلامی از کارکنان دستگاه دیوانسالاری سامانی در نیمه یکم سده چهارم هجری / دهم میلادی بود. با توجه به آگاهی احتمالی او دربارهٔ اوایل دوره صفاری، بارتولد حدس زده که وی از وزیران سامانی بود که اندکی پیش از شکست عمرو بن لیث از امیر اسماعیل بن احمد در ۲۸۷ ق / ۹۰۰ م خدمت امیر صفاری می‌کرده است. همچنین، گویا که بخش دربارهٔ صفاریان طبقات ناصری، نوشته منهاج بن سراج جوزجانی، مورخ غوریان در سده هفتم هجری/ سیزدهم میلادی در نهایت برگرفته از کتاب سلامی است. منبع واسطه شاید قصص ثانی ابن هیثم بوده است. اما دربارهٔ کتاب اخیر چیز دیگری دانسته نیست. همچنین، حکایت متعدد دربارهٔ اوایل دوره صفاری در جوامع الحکایات (نظام‌الدین شمار آن‌ها را ۳۷ حکایت می‌داند که نشان‌دهنده سنت شرقی در تازه‌ترین شکل آن در سده هفتم هجری/سیزدهم میلادی است). عوفی منبع چندین حکایت خود را اخبار یعقوب لیث و اخبار آل لیث یاد می‌کند و ناظم حدس زده است که این منابع در واقع عناوین بخش‌های مربوط در تاریخ ولایت‌های خراسان بوده‌اند. سرانجام اطلاعاتی که در آثار جغرافی‌نویسانی چون اصطخری و ابن حوقل و مروج‌الذهب مسعودی آمده، از جهت زمینه‌های سال‌شماری، باید از منبعی تبعیت کنند که پیش از اثر سلامی نوشته شده بودند. اصطخری در اثر جغرافیایی خود چنان به توصیف مفصل و جز به جز زرنگ می‌پردازد که گویی خود (یا سلف وی بلخی) به سیستان سفر کرده است. مسعودی دربارهٔ آغاز کار یعقوب در کتاب بزرگ خود أخبار الزمان که مروج‌الذهب تلخیص آن است، سخن رانده است. متأسفانه مروج از سال‌های زندگی یعقوب به سرعت می‌گذرد و گزارش مفصلی در اینباره به‌دست نمی‌دهد.
منابع تاریخی موجود دربارهٔ مشرق ایران، چه آنهایی که به عربی نوشته شده‌اند و چه آنهایی که از قرن پنجم هجری/یازدهم میلادی به بعد به فارسی تصنیف گردیدند، کلاً با صفاریان خصومت می‌ورزند. بیشتر مورخان بازتابنده محیط اجتماعی سلسله مراتبی و اشرافی خلاف عباسی و امپراتوری سامانیان، غزنویان و سلجوقیان می‌باشند. این مورخان در اصل و نسب پست صفاریان با تحقیر می‌نگرند و آن‌ها را عصیان‌گرانی می‌دانستند که بر ضد اقتدار قانونی خلفا بپا خاسته بودند، و روی‌هم رفته در نظر آن‌ها صفاریان فراتر از راهزنان نبوده‌اند. ظاهراً امرای نخستین صفاری شخصاً احساسات مذهبی شدیدی نداشتند، اگر چه شواهدی در دست است که آن‌ها از ضرورت جلب رضایت طبقات مذهبی سنت بی‌خبر نبوده‌اند. با وجود این، مورخان بارها آن‌ها را به رفض و مهم‌تر از همه به همدلی با خوارج متهم کرده‌اند، زیرا فرقه خارجی در سیستان مدتی درازتر از بیشتر بلاد شرقی اسلام دوام آورده بود. در اینکه صفاریان دارای اعتقادات خارجی بوده‌اند، جای تردید است، اما نمی‌توان انکار کرد که یعقوب افواج خارجی را داخل سپاه خود کرده و از قابلیت‌های جنگی آن‌ها بهره برده بود. نظام الملک که دل مشغولی تهدید فدائیان غلات شیعه به ساختمان امپراتوری سلجوقی بوده، یعقوب را حتی اسماعیلی می‌داند. تنها در نوشته‌های مسعودی که با شیعیان همدلی داشت، قابلیت‌های تردید ناپذیر یعقوب به عنوان یک رهبر نظامی مشفقانه ارزیابی می‌شود.
در تاریخ سیستان که بخش عمدهٔ آن را مؤلف سگزی گمنامی در سال‌های سده پنجم هجری/یازدهم میلادی نوشته است، مطالبی آمده است که دشمنی منابع سنی را بسیار تعدیل می‌کند. مؤلف کتاب وطن‌پرستی محلی زیادی نشان می‌دهد و در دست‌آوردهای یعقوب و عمرو با غرور می‌نگرد؛ زیرا این امیران، ولایت دوردست سیستان را برای مدتی مرکز امپراتوری پهناوری کردند که بر طاهریان غالب آمده و بر خلفای عباسی ترس انداخته بود. تاریخ سیستان از صفاریان در طی دو قرن حیاتشان چنان به تفضیل سخن می‌گوید که می‌توان آن را منحصراً تاریخ صفاریان نامید. تقریباً یک سوم کتاب به تاریخ سیستان و امیرهای صفاری در طی کمابیش ۱۴۰ سال میان به قدرت رسیدن یعقوب و تصرف سیستان به دست غزنویان در سال ۳۹۳ ق / ۱۰۰۳ م اختصاص دارد. گرایش نویسنده ناشناخته این کتاب، خنثی‌کننده سودمند نگرش دشمنانه تقریباً همه منابع دیگر است. این منابع دیگر که در محیط‌های اشرافی و سنی دودمان‌هایی چون سامانیان، غزنویان و سلجوقیان کار می‌کردند، صفاریان را راهزنانی می‌دانستند که درازدستی‌هایی آنان، دودمان محبوبی چون طاهری را در خراسان برانداخت، بنیاد قدرت خلافت در جنوب ایران را سست و لرزان کرد و تنها تلاش بلندپروازانه ایشان برای براندازی دولت سامانیان در ماوراءالنهر پیشروی آنان را متوقف ساخت. نویسندگان سنی وابسته به دستگاه خلافت اتهام همدلی صفاریان با خوارج و استفاده آن‌ها از سپاهیان خارجی را بارها گفته‌اند. اما دست‌کم، این اتهام دومی راست است. وزیر بزرگ، نظام‌الملک توسی که ذهنش را اندیشه تهدید اسماعیلیان و فدائیان ایشان به چهارچوب امپراتوری سلجوقی پر کرده بود، گام را فراتر نهاده حتی یعقوب را از پیروان مذهب اسماعیلی می‌خواند. اما تاریخ سیستان صفاریان را تجسم غرور و میهن‌دوستی محلی می‌بیند، رهبرانی که برای مدتی کوتاه سیستان را مرکز امپراتوری پهناوری کردند که گستره آن از کابل در شرق تا مرزهای عراق در غرب می‌رسید.

## تبار
|           |           |           |           |                             |                             |                             |                             |                             |                             |                          |                          |                          |                          |  |  |      |      |                                    |                                    |                                    |                                    | خسرو دوم                           |                                    |             |             |             |             |             |             |                                                          |                                                          |                                                          |                                                          |                                                          |                                                          |              |              |  |  |               |               |               |               |                           |                           |                           |                           |                           |                           |        |        |      |      |  |  |  |  |  |  |  |  |  |  |  |  |  |  |  |  |  |  |  |  |  |  |  |  |  |  |  |  |  |  |  |  |  |  |  |  |  |  |  |  |
|           |           |           |           |                             |                             |                             |                             |                             |                             |                          |                          |                          |                          |  |  |      |      |                                    |                                    |                                    |                                    |                                    |                                    |             |             |             |             |             |             |                                                          |                                                          |                                                          |                                                          |                                                          |                                                          |              |              |  |  |               |               |               |               |                           |                           |                           |                           |                           |                           |        |        |      |      |  |  |  |  |  |  |  |  |  |  |  |  |  |  |  |  |  |  |  |  |  |  |  |  |  |  |  |  |  |  |  |  |  |  |  |  |  |  |  |  |
|           |           |           |           |                             |                             |                             |                             |                             |                             |                          |                          |                          |                          |  |  |      |      |                                    |                                    |                                    |                                    | قباد                               |                                    |             |             |             |             |             |             |                                                          |                                                          |                                                          |                                                          |                                                          |                                                          |              |              |  |  |               |               |               |               |                           |                           |                           |                           |                           |                           |        |        |      |      |  |  |  |  |  |  |  |  |  |  |  |  |  |  |  |  |  |  |  |  |  |  |  |  |  |  |  |  |  |  |  |  |  |  |  |  |  |  |  |  |
|           |           |           |           |                             |                             |                             |                             |                             |                             |                          |                          |                          |                          |  |  |      |      |                                    |                                    |                                    |                                    |                                    |                                    |             |             |             |             |             |             |                                                          |                                                          |                                                          |                                                          |                                                          |                                                          |              |              |  |  |               |               |               |               |                           |                           |                           |                           |                           |                           |        |        |      |      |  |  |  |  |  |  |  |  |  |  |  |  |  |  |  |  |  |  |  |  |  |  |  |  |  |  |  |  |  |  |  |  |  |  |  |  |  |  |  |  |
|           |           |           |           |                             |                             |                             |                             |                             |                             |                          |                          |                          |                          |  |  |      |      |                                    |                                    |                                    |                                    | اردشیر سوم                         |                                    |             |             |             |             |             |             |                                                          |                                                          |                                                          |                                                          |                                                          |                                                          |              |              |  |  |               |               |               |               |                           |                           |                           |                           |                           |                           |        |        |      |      |  |  |  |  |  |  |  |  |  |  |  |  |  |  |  |  |  |  |  |  |  |  |  |  |  |  |  |  |  |  |  |  |  |  |  |  |  |  |  |  |
|           |           |           |           |                             |                             |                             |                             |                             |                             |                          |                          |                          |                          |  |  |      |      |                                    |                                    |                                    |                                    |                                    |                                    |             |             |             |             |             |             |                                                          |                                                          |                                                          |                                                          |                                                          |                                                          |              |              |  |  |               |               |               |               |                           |                           |                           |                           |                           |                           |        |        |      |      |  |  |  |  |  |  |  |  |  |  |  |  |  |  |  |  |  |  |  |  |  |  |  |  |  |  |  |  |  |  |  |  |  |  |  |  |  |  |  |  |
|           |           |           |           |                             |                             |                             |                             |                             |                             |                          |                          |                          |                          |  |  |      |      |                                    |                                    |                                    |                                    | کیخسرو                             |                                    |             |             |             |             |             |             |                                                          |                                                          |                                                          |                                                          |                                                          |                                                          |              |              |  |  |               |               |               |               |                           |                           |                           |                           |                           |                           |        |        |      |      |  |  |  |  |  |  |  |  |  |  |  |  |  |  |  |  |  |  |  |  |  |  |  |  |  |  |  |  |  |  |  |  |  |  |  |  |  |  |  |  |
|           |           |           |           |                             |                             |                             |                             |                             |                             |                          |                          |                          |                          |  |  |      |      |                                    |                                    |                                    |                                    |                                    |                                    |             |             |             |             |             |             |                                                          |                                                          |                                                          |                                                          |                                                          |                                                          |              |              |  |  |               |               |               |               |                           |                           |                           |                           |                           |                           |        |        |      |      |  |  |  |  |  |  |  |  |  |  |  |  |  |  |  |  |  |  |  |  |  |  |  |  |  |  |  |  |  |  |  |  |  |  |  |  |  |  |  |  |
|           |           |           |           |                             |                             |                             |                             |                             |                             |                          |                          |                          |                          |  |  |      |      |                                    |                                    |                                    |                                    | ماهان                              |                                    |             |             |             |             |             |             |                                                          |                                                          |                                                          |                                                          |                                                          |                                                          |              |              |  |  |               |               |               |               |                           |                           |                           |                           |                           |                           |        |        |      |      |  |  |  |  |  |  |  |  |  |  |  |  |  |  |  |  |  |  |  |  |  |  |  |  |  |  |  |  |  |  |  |  |  |  |  |  |  |  |  |  |
|           |           |           |           |                             |                             |                             |                             |                             |                             |                          |                          |                          |                          |  |  |      |      |                                    |                                    |                                    |                                    |                                    |                                    |             |             |             |             |             |             |                                                          |                                                          |                                                          |                                                          |                                                          |                                                          |              |              |  |  |               |               |               |               |                           |                           |                           |                           |                           |                           |        |        |      |      |  |  |  |  |  |  |  |  |  |  |  |  |  |  |  |  |  |  |  |  |  |  |  |  |  |  |  |  |  |  |  |  |  |  |  |  |  |  |  |  |
|           |           |           |           |                             |                             |                             |                             |                             |                             |                          |                          |                          |                          |  |  |      |      |                                    |                                    |                                    |                                    |                                    |                                    |             |             |             |             |             |             |                                                          |                                                          |                                                          |                                                          |                                                          |                                                          |              |              |  |  |               |               |               |               |                           |                           |                           |                           |                           |                           |        |        |      |      |  |  |  |  |  |  |  |  |  |  |  |  |  |  |  |  |  |  |  |  |  |  |  |  |  |  |  |  |  |  |  |  |  |  |  |  |  |  |  |  |
|           |           |           |           |                             |                             |                             |                             |                             |                             |                          |                          |                          |                          |  |  |      |      |                                    |                                    |                                    |                                    | حاتم                               | حاتم                               | حاتم        | حاتم        | حاتم        | حاتم        |             |             |                                                          |                                                          |                                                          |                                                          |                                                          |                                                          |              |              |  |  |               |               |               |               |                           |                           | سلیمان                    | سلیمان                    | سلیمان                    | سلیمان                    | سلیمان | سلیمان |      |      |  |  |  |  |  |  |  |  |  |  |  |  |  |  |  |  |  |  |  |  |  |  |  |  |  |  |  |  |  |  |  |  |  |  |  |  |  |  |  |  |
|           |           |           |           |                             |                             |                             |                             |                             |                             |                          |                          |                          |                          |  |  |      |      |                                    |                                    |                                    |                                    | حاتم                               | حاتم                               | حاتم        | حاتم        | حاتم        | حاتم        |             |             |                                                          |                                                          |                                                          |                                                          |                                                          |                                                          |              |              |  |  |               |               |               |               |                           |                           | سلیمان                    | سلیمان                    | سلیمان                    | سلیمان                    | سلیمان | سلیمان |      |      |  |  |  |  |  |  |  |  |  |  |  |  |  |  |  |  |  |  |  |  |  |  |  |  |  |  |  |  |  |  |  |  |  |  |  |  |  |  |  |  |
|           |           |           |           |                             |                             |                             |                             |                             |                             |                          |                          |                          |                          |  |  |      |      |                                    |                                    |                                    |                                    | معدل                               | معدل                               | معدل        | معدل        | معدل        | معدل        |             |             |                                                          |                                                          |                                                          |                                                          |                                                          |                                                          |              |              |  |  |               |               |               |               |                           |                           | فرقد                      | فرقد                      | فرقد                      | فرقد                      | فرقد   | فرقد   |      |      |  |  |  |  |  |  |  |  |  |  |  |  |  |  |  |  |  |  |  |  |  |  |  |  |  |  |  |  |  |  |  |  |  |  |  |  |  |  |  |  |
|           |           |           |           |                             |                             |                             |                             |                             |                             |                          |                          |                          |                          |  |  |      |      |                                    |                                    |                                    |                                    | معدل                               | معدل                               | معدل        | معدل        | معدل        | معدل        |             |             |                                                          |                                                          |                                                          |                                                          |                                                          |                                                          |              |              |  |  |               |               |               |               |                           |                           | فرقد                      | فرقد                      | فرقد                      | فرقد                      | فرقد   | فرقد   |      |      |  |  |  |  |  |  |  |  |  |  |  |  |  |  |  |  |  |  |  |  |  |  |  |  |  |  |  |  |  |  |  |  |  |  |  |  |  |  |  |  |
|           |           |           |           |                             |                             |                             |                             |                             |                             |                          |                          |                          |                          |  |  |      |      |                                    |                                    |                                    |                                    | لیث                                | لیث                                | لیث         | لیث         | لیث         | لیث         |             |             |                                                          |                                                          |                                                          |                                                          |                                                          |                                                          |              |              |  |  |               |               |               |               |                           |                           | لیث                       | لیث                       | لیث                       | لیث                       | لیث    | لیث    |      |      |  |  |  |  |  |  |  |  |  |  |  |  |  |  |  |  |  |  |  |  |  |  |  |  |  |  |  |  |  |  |  |  |  |  |  |  |  |  |  |  |
|           |           |           |           |                             |                             |                             |                             |                             |                             |                          |                          |                          |                          |  |  |      |      |                                    |                                    |                                    |                                    | لیث                                | لیث                                | لیث         | لیث         | لیث         | لیث         |             |             |                                                          |                                                          |                                                          |                                                          |                                                          |                                                          |              |              |  |  |               |               |               |               |                           |                           | لیث                       | لیث                       | لیث                       | لیث                       | لیث    | لیث    |      |      |  |  |  |  |  |  |  |  |  |  |  |  |  |  |  |  |  |  |  |  |  |  |  |  |  |  |  |  |  |  |  |  |  |  |  |  |  |  |  |  |
|           |           |           |           |                             |                             |                             |                             |                             |                             |                          |                          |                          |                          |  |  |      |      |                                    |                                    |                                    |                                    |                                    |                                    |             |             |             |             |             |             |                                                          |                                                          |                                                          |                                                          |                                                          |                                                          |              |              |  |  |               |               |               |               |                           |                           |                           |                           |                           |                           |        |        |      |      |  |  |  |  |  |  |  |  |  |  |  |  |  |  |  |  |  |  |  |  |  |  |  |  |  |  |  |  |  |  |  |  |  |  |  |  |  |  |  |  |
|           |           |           |           |                             |                             |                             |                             |                             |                             |                          |                          |                          |                          |  |  | طاهر | طاهر | طاهر                               | طاهر                               | طاهر                               | طاهر                               |                                    |                                    | علی         | علی         | علی         | علی         | علی         | علی         |                                                          |                                                          | عمرو ۲۶۵-۲۸۷                                             | عمرو ۲۶۵-۲۸۷                                             | عمرو ۲۶۵-۲۸۷                                             | عمرو ۲۶۵-۲۸۷                                             | عمرو ۲۶۵-۲۸۷ | عمرو ۲۶۵-۲۸۷ |  |  | یعقوب ۲۴۷-۲۶۵ | یعقوب ۲۴۷-۲۶۵ | یعقوب ۲۴۷-۲۶۵ | یعقوب ۲۴۷-۲۶۵ | یعقوب ۲۴۷-۲۶۵             | یعقوب ۲۴۷-۲۶۵             |                           |                           | خلف                       | خلف                       | خلف    | خلف    | خلف  | خلف  |  |  |  |  |  |  |  |  |  |  |  |  |  |  |  |  |  |  |  |  |  |  |  |  |  |  |  |  |  |  |  |  |  |  |  |  |  |  |  |  |
|           |           |           |           |                             |                             |                             |                             |                             |                             |                          |                          |                          |                          |  |  | طاهر | طاهر | طاهر                               | طاهر                               | طاهر                               | طاهر                               |                                    |                                    | علی         | علی         | علی         | علی         | علی         | علی         |                                                          |                                                          | عمرو ۲۶۵-۲۸۷                                             | عمرو ۲۶۵-۲۸۷                                             | عمرو ۲۶۵-۲۸۷                                             | عمرو ۲۶۵-۲۸۷                                             | عمرو ۲۶۵-۲۸۷ | عمرو ۲۶۵-۲۸۷ |  |  | یعقوب ۲۴۷-۲۶۵ | یعقوب ۲۴۷-۲۶۵ | یعقوب ۲۴۷-۲۶۵ | یعقوب ۲۴۷-۲۶۵ | یعقوب ۲۴۷-۲۶۵             | یعقوب ۲۴۷-۲۶۵             |                           |                           | خلف                       | خلف                       | خلف    | خلف    | خلف  | خلف  |  |  |  |  |  |  |  |  |  |  |  |  |  |  |  |  |  |  |  |  |  |  |  |  |  |  |  |  |  |  |  |  |  |  |  |  |  |  |  |  |
|           |           |           |           |                             |                             |                             |                             |                             |                             |                          |                          |                          |                          |  |  |      |      |                                    |                                    |                                    |                                    |                                    |                                    |             |             |             |             |             |             |                                                          |                                                          |                                                          |                                                          |                                                          |                                                          |              |              |  |  |               |               |               |               |                           |                           |                           |                           |                           |                           |        |        |      |      |  |  |  |  |  |  |  |  |  |  |  |  |  |  |  |  |  |  |  |  |  |  |  |  |  |  |  |  |  |  |  |  |  |  |  |  |  |  |  |  |
| ابی‌الحسین | ابی‌الحسین | ابی‌الحسین | ابی‌الحسین | ابی‌الحسین                   | ابی‌الحسین                   |                             |                             | محمد محرم تا ذی‌الحجه ۲۹۸    | محمد محرم تا ذی‌الحجه ۲۹۸    | محمد محرم تا ذی‌الحجه ۲۹۸ | محمد محرم تا ذی‌الحجه ۲۹۸ | محمد محرم تا ذی‌الحجه ۲۹۸ | محمد محرم تا ذی‌الحجه ۲۹۸ |  |  | معدل | معدل | معدل                               | معدل                               | معدل                               | معدل                               |                                    |                                    | لیث ۲۹۶-۲۹۸ | لیث ۲۹۶-۲۹۸ | لیث ۲۹۶-۲۹۸ | لیث ۲۹۶-۲۹۸ | لیث ۲۹۶-۲۹۸ | لیث ۲۹۶-۲۹۸ |                                                          |                                                          | محمد                                                     | محمد                                                     | محمد                                                     | محمد                                                     | محمد         | محمد         |  |  |               |               |               |               |                           |                           |                           |                           |                           |                           |        |        |      |      |  |  |  |  |  |  |  |  |  |  |  |  |  |  |  |  |  |  |  |  |  |  |  |  |  |  |  |  |  |  |  |  |  |  |  |  |  |  |  |  |
| ابی‌الحسین | ابی‌الحسین | ابی‌الحسین | ابی‌الحسین | ابی‌الحسین                   | ابی‌الحسین                   |                             |                             | محمد محرم تا ذی‌الحجه ۲۹۸    | محمد محرم تا ذی‌الحجه ۲۹۸    | محمد محرم تا ذی‌الحجه ۲۹۸ | محمد محرم تا ذی‌الحجه ۲۹۸ | محمد محرم تا ذی‌الحجه ۲۹۸ | محمد محرم تا ذی‌الحجه ۲۹۸ |  |  | معدل | معدل | معدل                               | معدل                               | معدل                               | معدل                               |                                    |                                    | لیث ۲۹۶-۲۹۸ | لیث ۲۹۶-۲۹۸ | لیث ۲۹۶-۲۹۸ | لیث ۲۹۶-۲۹۸ | لیث ۲۹۶-۲۹۸ | لیث ۲۹۶-۲۹۸ |                                                          |                                                          | محمد                                                     | محمد                                                     | محمد                                                     | محمد                                                     | محمد         | محمد         |  |  |               |               |               |               |                           |                           |                           |                           |                           |                           |        |        |      |      |  |  |  |  |  |  |  |  |  |  |  |  |  |  |  |  |  |  |  |  |  |  |  |  |  |  |  |  |  |  |  |  |  |  |  |  |  |  |  |  |
| محمد      |           |           |           |                             |                             |                             |                             |                             |                             |                          |                          |                          |                          |  |  |      |      |                                    |                                    |                                    |                                    |                                    |                                    |             |             |             |             |             |             |                                                          |                                                          |                                                          |                                                          |                                                          |                                                          |              |              |  |  |               |               |               |               |                           |                           |                           |                           |                           |                           |        |        |      |      |  |  |  |  |  |  |  |  |  |  |  |  |  |  |  |  |  |  |  |  |  |  |  |  |  |  |  |  |  |  |  |  |  |  |  |  |  |  |  |  |
|           |           |           |           |                             |                             |                             |                             |                             |                             |                          |                          |                          |                          |  |  |      |      |                                    |                                    |                                    |                                    |                                    |                                    |             |             |             |             |             |             |                                                          |                                                          |                                                          |                                                          |                                                          |                                                          |              |              |  |  |               |               |               |               |                           |                           |                           |                           |                           |                           |        |        |      |      |  |  |  |  |  |  |  |  |  |  |  |  |  |  |  |  |  |  |  |  |  |  |  |  |  |  |  |  |  |  |  |  |  |  |  |  |  |  |  |  |
|           |           |           |           |                             |                             |                             |                             |                             |                             |                          |                          |                          |                          |  |  |      |      |                                    |                                    |                                    |                                    |                                    |                                    |             |             |             |             |             |             |                                                          |                                                          |                                                          |                                                          |                                                          |                                                          |              |              |  |  |               |               |               |               |                           |                           |                           |                           |                           |                           |        |        |      |      |  |  |  |  |  |  |  |  |  |  |  |  |  |  |  |  |  |  |  |  |  |  |  |  |  |  |  |  |  |  |  |  |  |  |  |  |  |  |  |  |
| عایشه     | عایشه     | عایشه     | عایشه     | عایشه                       | عایشه                       |                             |                             | ابویوسف                     | ابویوسف                     | ابویوسف                  | ابویوسف                  | ابویوسف                  | ابویوسف                  |  |  |      |      | یعقوب                              | یعقوب                              | یعقوب                              | یعقوب                              | یعقوب                              | یعقوب                              |             |             |             |             |             |             | طاهر ۲۸۷-۲۹۶                                             | طاهر ۲۸۷-۲۹۶                                             | طاهر ۲۸۷-۲۹۶                                             | طاهر ۲۸۷-۲۹۶                                             | طاهر ۲۸۷-۲۹۶                                             | طاهر ۲۸۷-۲۹۶                                             |              |              |  |  | بانو          | بانو          | بانو          | بانو          | بانو                      | بانو                      |                           |                           | محمد                      | محمد                      | محمد   | محمد   | محمد | محمد |  |  |  |  |  |  |  |  |  |  |  |  |  |  |  |  |  |  |  |  |  |  |  |  |  |  |  |  |  |  |  |  |  |  |  |  |  |  |  |  |
| عایشه     | عایشه     | عایشه     | عایشه     | عایشه                       | عایشه                       |                             |                             | ابویوسف                     | ابویوسف                     | ابویوسف                  | ابویوسف                  | ابویوسف                  | ابویوسف                  |  |  |      |      | یعقوب                              | یعقوب                              | یعقوب                              | یعقوب                              | یعقوب                              | یعقوب                              |             |             |             |             |             |             | طاهر ۲۸۷-۲۹۶                                             | طاهر ۲۸۷-۲۹۶                                             | طاهر ۲۸۷-۲۹۶                                             | طاهر ۲۸۷-۲۹۶                                             | طاهر ۲۸۷-۲۹۶                                             | طاهر ۲۸۷-۲۹۶                                             |              |              |  |  | بانو          | بانو          | بانو          | بانو          | بانو                      | بانو                      |                           |                           | محمد                      | محمد                      | محمد   | محمد   | محمد | محمد |  |  |  |  |  |  |  |  |  |  |  |  |  |  |  |  |  |  |  |  |  |  |  |  |  |  |  |  |  |  |  |  |  |  |  |  |  |  |  |  |
|           |           |           |           |                             |                             |                             |                             |                             |                             |                          |                          |                          |                          |  |  |      |      |                                    |                                    |                                    |                                    |                                    |                                    |             |             |             |             |             |             |                                                          |                                                          |                                                          |                                                          |                                                          |                                                          |              |              |  |  |               |               |               |               |                           |                           |                           |                           |                           |                           |        |        |      |      |  |  |  |  |  |  |  |  |  |  |  |  |  |  |  |  |  |  |  |  |  |  |  |  |  |  |  |  |  |  |  |  |  |  |  |  |  |  |  |  |
| امیر طاهر | امیر طاهر | امیر طاهر | امیر طاهر | امیر طاهر                   | امیر طاهر                   |                             |                             | عایشه                       | عایشه                       | عایشه                    | عایشه                    | عایشه                    | عایشه                    |  |  |      |      | ابوالحفص عمرو رمضان ۲۹۹-ذی‌الحجه۳۰۰ | ابوالحفص عمرو رمضان ۲۹۹-ذی‌الحجه۳۰۰ | ابوالحفص عمرو رمضان ۲۹۹-ذی‌الحجه۳۰۰ | ابوالحفص عمرو رمضان ۲۹۹-ذی‌الحجه۳۰۰ | ابوالحفص عمرو رمضان ۲۹۹-ذی‌الحجه۳۰۰ | ابوالحفص عمرو رمضان ۲۹۹-ذی‌الحجه۳۰۰ |             |             |             |             |             |             | ابوالعباس مدتی کوتاه همزمان با امیر جعفر در جراوادکن ۳۴۱ | ابوالعباس مدتی کوتاه همزمان با امیر جعفر در جراوادکن ۳۴۱ | ابوالعباس مدتی کوتاه همزمان با امیر جعفر در جراوادکن ۳۴۱ | ابوالعباس مدتی کوتاه همزمان با امیر جعفر در جراوادکن ۳۴۱ | ابوالعباس مدتی کوتاه همزمان با امیر جعفر در جراوادکن ۳۴۱ | ابوالعباس مدتی کوتاه همزمان با امیر جعفر در جراوادکن ۳۴۱ |              |              |  |  |               |               |               |               | امیر ابوجعفر احمد ۳۱۱-۳۵۲ | امیر ابوجعفر احمد ۳۱۱-۳۵۲ | امیر ابوجعفر احمد ۳۱۱-۳۵۲ | امیر ابوجعفر احمد ۳۱۱-۳۵۲ | امیر ابوجعفر احمد ۳۱۱-۳۵۲ | امیر ابوجعفر احمد ۳۱۱-۳۵۲ |        |        |      |      |  |  |  |  |  |  |  |  |  |  |  |  |  |  |  |  |  |  |  |  |  |  |  |  |  |  |  |  |  |  |  |  |  |  |  |  |  |  |  |  |
| امیر طاهر | امیر طاهر | امیر طاهر | امیر طاهر | امیر طاهر                   | امیر طاهر                   |                             |                             | عایشه                       | عایشه                       | عایشه                    | عایشه                    | عایشه                    | عایشه                    |  |  |      |      | ابوالحفص عمرو رمضان ۲۹۹-ذی‌الحجه۳۰۰ | ابوالحفص عمرو رمضان ۲۹۹-ذی‌الحجه۳۰۰ | ابوالحفص عمرو رمضان ۲۹۹-ذی‌الحجه۳۰۰ | ابوالحفص عمرو رمضان ۲۹۹-ذی‌الحجه۳۰۰ | ابوالحفص عمرو رمضان ۲۹۹-ذی‌الحجه۳۰۰ | ابوالحفص عمرو رمضان ۲۹۹-ذی‌الحجه۳۰۰ |             |             |             |             |             |             | ابوالعباس مدتی کوتاه همزمان با امیر جعفر در جراوادکن ۳۴۱ | ابوالعباس مدتی کوتاه همزمان با امیر جعفر در جراوادکن ۳۴۱ | ابوالعباس مدتی کوتاه همزمان با امیر جعفر در جراوادکن ۳۴۱ | ابوالعباس مدتی کوتاه همزمان با امیر جعفر در جراوادکن ۳۴۱ | ابوالعباس مدتی کوتاه همزمان با امیر جعفر در جراوادکن ۳۴۱ | ابوالعباس مدتی کوتاه همزمان با امیر جعفر در جراوادکن ۳۴۱ |              |              |  |  |               |               |               |               | امیر ابوجعفر احمد ۳۱۱-۳۵۲ | امیر ابوجعفر احمد ۳۱۱-۳۵۲ | امیر ابوجعفر احمد ۳۱۱-۳۵۲ | امیر ابوجعفر احمد ۳۱۱-۳۵۲ | امیر ابوجعفر احمد ۳۱۱-۳۵۲ | امیر ابوجعفر احمد ۳۱۱-۳۵۲ |        |        |      |      |  |  |  |  |  |  |  |  |  |  |  |  |  |  |  |  |  |  |  |  |  |  |  |  |  |  |  |  |  |  |  |  |  |  |  |  |  |  |  |  |
|           |           |           |           |                             |                             |                             |                             |                             |                             |                          |                          |                          |                          |  |  |      |      |                                    |                                    |                                    |                                    |                                    |                                    |             |             |             |             |             |             |                                                          |                                                          |                                                          |                                                          |                                                          |                                                          |              |              |  |  |               |               |               |               |                           |                           |                           |                           |                           |                           |        |        |      |      |  |  |  |  |  |  |  |  |  |  |  |  |  |  |  |  |  |  |  |  |  |  |  |  |  |  |  |  |  |  |  |  |  |  |  |  |  |  |  |  |
|           |           |           |           | امیر حسین مدت کوتاهی در ۳۶۱ | امیر حسین مدت کوتاهی در ۳۶۱ | امیر حسین مدت کوتاهی در ۳۶۱ | امیر حسین مدت کوتاهی در ۳۶۱ | امیر حسین مدت کوتاهی در ۳۶۱ | امیر حسین مدت کوتاهی در ۳۶۱ |                          |                          |                          |                          |  |  |      |      |                                    |                                    |                                    |                                    |                                    |                                    |             |             |             |             |             |             |                                                          |                                                          |                                                          |                                                          |                                                          |                                                          |              |              |  |  |               |               |               |               | امیر خلف ۳۵۲-۳۵۳ ۳۵۸-۳۹۳  | امیر خلف ۳۵۲-۳۵۳ ۳۵۸-۳۹۳  | امیر خلف ۳۵۲-۳۵۳ ۳۵۸-۳۹۳  | امیر خلف ۳۵۲-۳۵۳ ۳۵۸-۳۹۳  | امیر خلف ۳۵۲-۳۵۳ ۳۵۸-۳۹۳  | امیر خلف ۳۵۲-۳۵۳ ۳۵۸-۳۹۳  |        |        |      |      |  |  |  |  |  |  |  |  |  |  |  |  |  |  |  |  |  |  |  |  |  |  |  |  |  |  |  |  |  |  |  |  |  |  |  |  |  |  |  |  |

برخی از مورخان نسب یعقوب لیث را به خسروپرویز، می‌رسانند و معتقدند که در زمان حمله اعراب، یکی از فرزندان خسروپرویز در دزپل اقامت گزیده و در گمنامی زندگی می‌گذراند. نوادگان این شخص به علت آنکه از جانب عرب‌ها شناخته شده بودند، تصمیم به ترک آن محل گرفتند و در دژ هفت‌فواد اقامت کردند و چون در آنجا نیز احساس خطر نمودند، به سیستان رفتند و یعقوب از آن خاندان است و نسب او را چنین می‌نگارند: «یعقوب بن لیث بن معدل بن حاتم بن ماهان بن کیخسرو بن اردشیر بن قباد بن خسروپرویز». اما به‌طور کلی، سند معتبری دربارهٔ نیاکان یعقوب وجود ندارد و در انتساب او به پادشاهان ساسانی جای تردید است، زیرا تقریباً عموم حکومت‌هایی که بعد از ورود اسلام در ایران تشکیل شده‌اند، به نحوی خود را به یکی از خاندان‌های بزرگ ایرانی قبل از اسلام منسوب کرده‌اند. علت این انتساب، از طرفی واکنش ایرانیان در مقابل عصبیت عرب‌ها و تحقیر عجم بوده است و از طرف دیگر، بدین ترتیب می‌توانستند از حس ملیت‌پرستی مردم استفاده کنند و با بیدار کردن غرور قومی از کمک و یاری آن‌ها برخوردار شوند. علاوه بر آن به مقابله با فرستادگان خلفا پرداخته و حکومت مستقلی تشکیل دهند. فرمانروایان مسلمان، از ایرانی گرفته تا عرب و ترک، همگی خود را به گونه‌ای به دودمان ساسانی متصل می‌کردند و بدین‌گونه، ساسانیان هیچ‌گاه فراموش نشدند.

## فرهنگ و هنر
بعد از فتح ایران به دست عرب‌ها، زبان عربی، زبان رسمی و دیوانی شناخته شد. چون صفاریان حکومت قسمتی از شرق ایران را به دست آورند، یعقوب که احساسات وطن‌پرستی و استقلال طلبی بر او غلبه داشت، به مخالفت با فرهنگ و زبان عربی — که ثمره و نشان غلبه بیگانگان بر سرزمینش محسوب می‌شد — برخاست. وقتی شاعری بنا بر رسم زمان، قصیده‌ای به عربی در مدح یعقوب لیث سرود، وی او را ملامت کرد که چرا به زبانی که نمی‌فهمد برایش شعر سروده است. با شنیدن این سخن، محمد بن وصیف که ادارهٔ امور دیوان یعقوب را بر عهده داشت، قصیده‌ای به فارسی در مدحش سرود و این قصیده آغاز سرودن شعر درباری به این زبان گردید. آیا یعقوب، واقعاً زبان عربی نمی‌دانست یا تظاهر به ناآشنایی می‌کرد؟ دقیقاً مشخص نیست. از طرفی بعید می‌نماید که او با حضور در جمع مطوعه، و در ارتباط و زد و خورد با خوارج که قسمت اعظم زندگی‌اش شامل می‌شود، از این زبان بهره‌ای نگرفته باشد. در تاریخ سیستان آمده است که بیشتر پیروان حمزه بن آذرک، عرب‌ها بودند. از طرف دیگر، وقتی می‌خوانیم که یعقوب هنگام گذر از ویرانه‌های خانه صالح بن نصر، وقتی با تاسف دبیرش از نوشته روی دیوار روبرو می‌شود، علت را جویا می‌گردد و دبیر نوشته را می‌خواند و ترجمه می‌کند. در جای دیگر آمده است که چون شعر عربی ممدوحان بر او عرضه شد، «او عالم نبود، درنیافت».
این نظریه که نخستین شعر فارسی در زمان صفّاریان سروده شده است، درست نیست. نمونه‌هایی از اشعار فارسی که در زمان طاهریان سروده شده مانند دو قطعه از حنظلهٔ بادغیسی در دست است و احتمالاً زودتر از آن هم کوشش‌هایی برای سرودن شعر به اوزان محلی یا در قالب شعر عربی به‌طور پراکنده این‌جا و آن‌جا صورت گرفته باشد، اما از آن‌ها چیزی به دست ما نرسیده است. اقدام یعقوب محرّکی در سرودن شعر فارسی شد و آغاز سنتی گردید که سامانیان، پیشروان راستین رستاخیز ادبی ایران، آن را برگرفته و گسترش دادند.
محمد بن وصیف، یعقوب را بر فتوحات متعدد و غلبه بر زنبیل و عمار خارجی و تسخیر سیستان، کرمان، فارس و هرات می‌سازد و می‌گوید:
| ای امیری که امیران جهان خاصه و عام |  | بنده و چاکر و مولای و سگ بند و غلام |
| ازلی خطی در لوح که ملکی بدید       |  | بی ابی‌یوسف یعقوب بن اللیث همام      |

محمد بن وصیف در زمان عمرو ونیز شاهد وقایع تاریخی بود و اشعاری در کشته شدن رافع (۲۸۳ ه‍.ق) دارد:
| ای دل بکرین از طبران که  |  | فیروزه نمای از صدف مرجان |
| و رافع اکران که شدش خسفه |  | از فعل الی حفص شدن جیشان |

این شاعر که در دوره یعقوب، عمرو و طاهر را به‌طور کامل دریافته بود، از بی ارادگی طاهر در خلاصی عمرو آزرده خاطر بود، برای اینکه واقعیات را برای عمرو روشن سازد، اشعاری می‌سراید که عمرو با خواندن آن‌ها نومید گشت و دل از این جهان برگرفت:
| کوشش بنده سبب بخشش است  |  | کار قضا بود و ترا عیب نیست |
| بود و ببود از صفت ایدست |  | بنده درمانده بیچاره کیست   |
| اول مخلوق چه باشد زوال  |  | کار جهان اول و آخر یکیست   |
| قول خداوند بخوان فَاستَقِم |  | معتقدی شو بر آن بربایست    |

آخرین نشان محمد وصیف را در شعری می‌یابیم که بعد از دستگیری طاهر و یعقوب، پسران محمد بن عمرو، و گسیل آن به بغداد (۲۹۶ ه‍.ق) سروده است:
| دولت یعقوب دریغا برفت       |  | مانت عقوبت به عقب بر حواس |
| عمر و عمر رفت و زو ماند یار |  | مذهب روباه بنسل و نواس    |
| ای غما کامد و شادی گذشت     |  | بود دلم دایم ازین پر هراس |
| هر چه بکردیم و بخواهیم دید  |  | سود ندارد زقضا احتراس     |
| .                           |  | .                         |
| .                           |  | .                         |
| .                           |  | .                         |
| جهد و جِدِ یعقوب باید همی     |  | تا که ز جده بدرآید ایاس   |

بر روی سنگ گور یعقوب دو بیت شعر عربی با ترجمه فارسی مشاهده شده است:
| خُراسانَ احویِهَا وَ اکناف فارِسِ          |  | وَ ما کُنتُ عَن مُلکِ العِرآقِ بِآیِسٍ    |
| سَلامٌ الدُنیا و طیِبِ بَسِیِمها            |  | کَان لَم یَکُن یَعقُوبُ فیِها بِجَالِسٍ    |
| بگرفتم این خراسان با ملک پارس یکسان |  | ملک عراق یکسر از من نبود رَشته  |
| بدرود باد گیتی با بوی نوبهاران      |  | یعقوب لیث گویی در وی نَبُد نشسته |

مؤلف مقاله «دو بیت فارسی بر تربت یعقوب لیث» آن اشعار را متعلق به محمد بن وصفیق می‌داند که به هر دو زبان شعر می‌گفته است.
شعرای دیگر زمان یعقوب عبارتند از:
بَسام کرد
بسام کرد که از خوارج بود و بعد از صلح خوارج در نزد یعقوب ماند و به تبع محمد بن وصیف به فارسی شعر می‌گفت:
| هر که نبود او بدل متهم     |  | بر اثر دعوت تو کرد نَعَم     |
| عمر ز عمار بدان شد بری     |  | کاوی خلاف آورد تا لاجرم    |
| دید بلا بر تن و برجان خویش |  | گشت به عالم تن او در اَلَم   |
| آنکه حرم کرد عرب را خدای   |  | عهد ترا کرد حرم در عجم     |
| هر که درآمد همه باقی شدند  |  | باز فنا شد که ندید این حرم |

محمد بن مخلد
مخلد، یکی دیگر از شعرای عصر یعقوب است. او از مردم سیتان بود و به فارسی شعر می‌گفت و شعری دربارهٔ عمار خارجی و یعقوب دارد:
| جز تو نزد حوا و آدم نکِشت |  | شیر نهادی بدل و بر مَنِشت  |
| معجز پیغمبر مکی تویی     |  | بکُنش و بمنش و بگوِشت      |
| فخر کند عمار روزی بزرگ   |  | کو همانم من که یعقوب کُشت |

ترجمه و تکمیل کتاب «دانشور دهقان»، یکی دیگر از خدمات فرهنگی است که به یعقوب نسبت داده شده است. در مقدمه شاهنامه بایسنقری می‌خوانیم: یعقوب لیث که در صدد احیای سنن ایران قدیم بود، دستور داد این کتاب را که حاوی داستان‌های ملی ایرانیان بود، به دربارش آورند و ابومنصور عبدالرزاق، وزیر، خواست مقدماتی فراهم سازد تا ضمن برگردان آن از زبان پهلوی به فارسی، قسمت‌های مربوط به زمان خسروپرویز تا پایان یزدگرد سوم را نیز بر آن بیفزایند. این کار را مسعود بن منصور و چهار تن دیگر انجام دادند.
در عصر عمرولیث نیز می‌توانی از چند شاعر نام برد:
فیروز مشرقی
مشرفی به پارسی شعر می‌گفت، و وفات این را ۲۸۳ ه‍.ق نوشته‌اند:
| مرغیست خدنگ ای عجب دیدی |  | مرغی که شکار او همه جانی |
| داده پر خویش کرکس هدی   |  | تا نه بچه‌اش برد بمهمانا  |

ابوسلیک گرگانی
گرگانی که اشعارش بیشتر غزلیات آمیخته به طنز عامیانه است از هنرمندان دوره عمرولیث است. موسیقی محلی گرگان بخش به نام «ابوسلیک» دارد، شاید به نام این موسیقی با نام ابوسلیک شاعر، حکایت از آشنایی او با موسیقی داشته باشد:
| خون خودگر بریزی بر زمین  |  | به که آبِ روی ریزی در کنار  |
| بت‌پرستنده به از مردم‌پرست |  | پند گیر و کار بند و گوش‌دار |

گویا در زمان طاهر، دیگر اصرار به سرودن شعر فارسی از بین رفته، شعرا به عربی یا به عربی و فارسی شعر می‌گفته‌اند، یعقوب، برادر طاهر، به شاعری که در چهار بیت عربی او را مدح کرده بود، چهارهزار درهم جایزه می‌دهد.
امیرخلف که برای مدتی در سال‌های ۳۵۲ تا ۳۹۳ ه‍.ق در سیستان حکومت داشت، مردی علم‌دوست و دانش‌پژوه و دوستدار دانشمندان بود. از جمله خدمات فرهنگی امیرخلف، تفسیری بر قرآن است که به دستور او نوشته شده، شامل صد جلد است. امیرخلف برای تهیه این تفسیر، صد هزار دینار هزینه کرد. عتبی مؤلف تاریخ یمینی دربارهٔ این تفسیر می‌نویسد: «مشتمل بر اقاویل مفسران و تاویل متقدمان و متاخران و بیان وجوه قرائت و علل نحو و اشتقاق لغت و مشحون به شواهد امثال و ابیات و موشح به ایراد اخبار و احادیث است». و توضیح می‌دهد که این تفسیر در مدرسه صابونی نیشابور نگهداری می‌شد و بعد از حمله غز، به اصفهان منتقل شد (۵۴۵ ه‍.ق) و اکنون در کتابخانه آل خجند است. جرفادقانی، مترجم تاریخ یمینی، نیز می‌افزاید: «این کتاب را که شامل صد جلد بوده، در اصفهان مشاهده کرده است». بدیع‌الزمان همدانی و فقیه ابوبکر نیهی و خطیب فوشنج - از فضلا و خوشنویسان آن زمان که به فارسی و عربی شعر گفته‌اند - نیز از نامیان دربار امیرخلف بودند. ابوالفتح بستی نیز که معاصر او بوده، در مدح امیرخلف اشعاری سروده است.

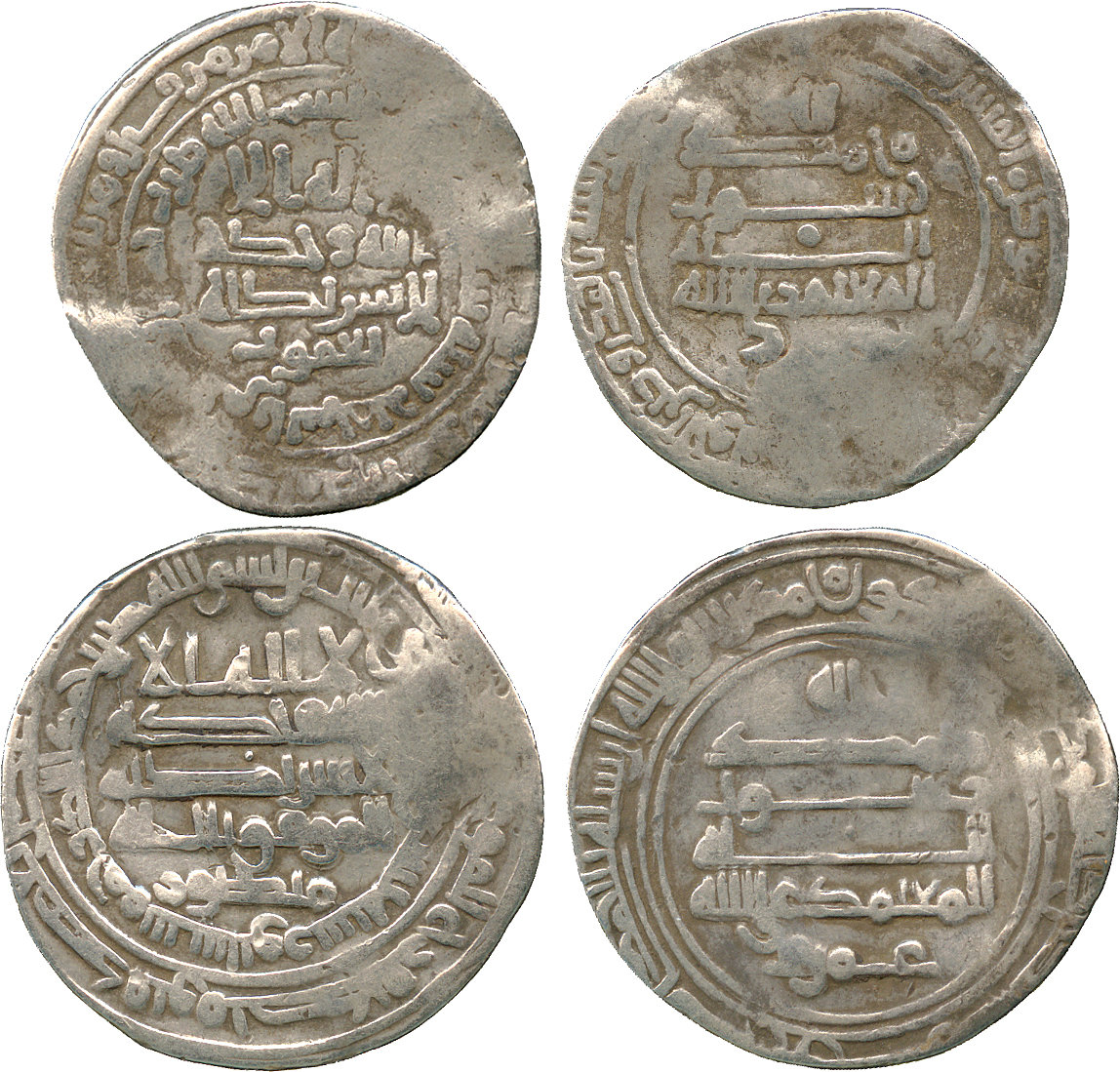
سکه‌های نقره‌ای یعقوب و عمرو لیث، ضرب شده در ۲۶۰ و ۲۶۹ هجری

کاخ عمرولیث نیز در شهر زرنگ، میان دو دروازه فارس و طعام قرار داشت و ساختمان بزرگی که خزانه او را تشکیل می‌داد، میان دو دروازه کرکویه و نیشک واقع بود. بنای شهر سَینج را نیز به عمرولیث نسبت می‌دهند، این شهر از توابع کرمان و در نزدیکی ایالت سیستان بوده است. او در نیشابور، در کنار «میدان حسین» و در نزدیکی زندان شهر، دارالاماره ساخت. دارالاماره خراسان در عهد اکاسره تا آخر عهد طاهریان در بلخ و مرو بود، و چون دولت به بنی لیث رسید، عمرو بن لیث در نیشابور دارالاماره را ساخت و نیشابور دارالملک خراسان شد. همچنین در شهر شیراز به سال ۲۸۱ هجری قمری مسجدی معروف به «جامع عتیق» بنا نهاد. «گفته‌اند آن مقام هرگز از ولی خالی نبوده و بین محراب و منبر دعا را اجابت بود». ساختمان مسجد دیگری در جیرفت به عمرولیث نسبت داده می‌شود که در زمان تسلطش بر کرمان بنا شده است؛ و گفته می‌شود طغرل‌شاه در این مسجد دفن است. رباطی را نیز در راه سیستان به کرمان و فارس از آثار او به حساب می‌آورند. آبادانی‌های عمرو در اطراف نیشابور تا سال‌های بعد نیز شهرت داشته است. بیهقی می‌نویسد: «چون خبر او (شورش ابوعلی سیمجور و حرکت او به سوی نیشابور) به امیر محمود رسید، از شهر (نیشابور) برفت و به باغ عمرولیث در یک فرسنگی شهر فرود آمد».
طاهر، جانشین عمرو، در بُست، باغی ساخت که دارای ۹ گنبد بود و کاخی بر کناره هیرمند که به «قصر بوالحسنی» معروف است.
به بازماندگان صفاری نیز بناهایی نسبت داده می‌شود. مؤلف کتاب احیاء الملوک می‌نویسد: طاهر بن محمد بن طاهر خلف در زمان سلجوقیان در قلعه ارگ سیستان بنایی ساخت که به «سرای طاهری» معروف است و ویرانه‌های آن سخن از عظمت این خاندان دارد.
در سیرجان نیز، در اطراف شهر، دو رشته قنات وجود داشته که آب منازل و باغ‌های شهر را تأمین می‌کرده‌اند. این دو رشته را به بازماندگان صفاری نسبت می‌دهند.

### سازندگی‌های صفاریان
یعقوب در شهر زرنگ میان دروازه فارس و طعام، کاخی ساخت که دارالاماره نیز در آن واقع بود. همچنین بنای قسمتی از بازارهای شارستان زرنگ را که در اطراف مسجد آدینه قرار داشتند، از آثار یعقوب لیث می‌دانند و گفته می‌شود یعقوب عایدات آن را که روزانه هزار درهم برآورد می‌شد، وقف مسجد آدینه در سیستان و مسجدالحرام در مکه کرده بود. مقدسی نیز بنای یکی از مناره‌های مسجد جامع شهر زرنگ را ساخته یعقوب لیث می‌داند. از بناهای دیگری که به یعقوب لیث نسبت می‌دهند، قلعه سعیدآباد در شهرستان اصطخر است که چون بر آن غلبه یافت، خرابش کرد، ولی بعدها که به ساختمانی جهت زندان نیاز پیدا شد، دستور داد که در همان محل زندان بسازند. «و آنجا را زندان خشم‌گرفتگان و کسانی که از کشتن ایشان چشم می‌پوشید، قرار داد».

## دین
دین یعقوب لیث صفار بنیان‌گذار دولت صفاریان همیشه نیز مورد مناقشه بوده‌است. بیشتر منابع اولیه در خلال یا پس از سقوط صفاریان نوشته شده‌اند و صفاریان را از دید سامانیان می‌نویسند. منابع اولیه، یعقوب را یا به عنوان یک دین‌پرور مذهبی یا یک جنگجوی الملک سنی نشان می‌دهند. خواجه نظام الملک وزیر سلجوقی یعقوب را به عنوان یک نوکیش اسماعیلی به تصویر می‌کشید.
به گفته کلیفورد ادموند باسورث صفاریان اعتقادات مذهبی قابل توجهی نداشتند. از آنجایی که خوارج در سیستان بیش از هر جای دیگری در شرق ایران رونق داشت، اعتقاد بر این بود که دین صفاریان با خوارج یکی بود. بری کاتلیف تاریخدان و شرق‌شناس بر این اعتقاد بود که صفاریان مسلمان شیعه بودند.
در یکی از پژوهش‌ها چنین آورده شده: یعقوب نه از خوارج بود و نه از شیعیان و اسماعیلیان، با خلیفه هم نبود. او مسلمانی بود با شیوهٔ عیاران.

## پی‌نوشت
1. ↑  ۱۱۲ هود: همراه با آنان که با تو رو به خدا کرده‌اند، همچنان که مأمور شده‌ای، ثابت قدم باش و طغیان مکنید که او بر هر کاری که می‌کنید بیناست.